# Балминське I
Ба́лминське I — археологічна пам'ятка єманаєвської культури 2-ї половини I тисячоліття.
Селище розташоване біля села Балма Сюмсинського району Удмуртії, неподалік від місця впадіння річки Вішорки в річку Кільмезь. Знаходиться на овальному підвищенні високого (17 м) стрімкого берега річки Кільмезь.
Знайдене в 1975 році Т. М. Гусенцовою, досліджувалось Н. А. Лещинською в 1981 році. Розкопано 375 м². Виявлені залишки ям, фрагменти ліпної кераміки, тиглів, льячек, шлаки, різні прикраси та залізний наконечник стріли. На місці пам'ятки місцеве населення проводить народні свята.